# 林裕子
林 裕子（はやし ひろこ、Hiroko Hayashi、1985年〈昭和60年〉8月23日 - ）は、長野県出身の元タレント。元ウェザーニュースキャスター。

## 略歴
- 2002年頃から、テレビコマーシャルやオリジナルビデオ、連続テレビドラマのゲスト出演などのタレント活動や、モデルとして活動。
- 2007年1月1日 - 4月30日、ウェザーニューズ第5期おは天キャスターを務める（中部地区担当）。
- 2007年3月10日 - 5月27日、スカパーおよびBS910ch向け番組「お天気物語」の土曜・日曜担当キャスターとして出演。就任のきっかけは、前任の伊藤舞が卒業したことによる。
- 2007年6月1日 - 2008年5月30日、ウェザーニュースの番組改編に伴い、「朝のウェザーニュース」と「昼もウェザーニュース」に出演（月曜日から金曜日に放送）。氏名は「ヒロコ」と画面表示。共演者はウェザーニューズの石橋知博（通称:バシ）。
- 2008年6月2日、「朝のウェザーニュース」と「昼もウェザーニュース」の共演者が田中みのり（「ミノリ」と画面表示）に交代。また、ミノリとヒロコが交代でウェザーニュースupdate（朝更新版×7地域）にも出演。
- 2009年4月27日、「ソラマド サンシャイン」キャスターとして出演開始。
- 2009年9月5日、SOLiVE24改編に伴い、「ソラマド サンシャイン」火-金曜と、「SATURDAY SOLiVE Morning」「SATURDAY SOLiVE Afternoon」[1]担当となる。しかし、2009年5月頃から喉を壊しており、澤田キャスターがヘルプで入っていたが、その澤田も休演となった2010年年明け前後から、SOLiVE24及び携帯向け動画番組出演を一時休演。
- 2010年1月20日、ウェザーニューズのオペレーション業務に復帰[2]。同日行われたメディア向けのポールンロボ撮影発表会にも参加。
- 2010年1月26日、KDDI デザイニングスタジオにて行われた「携帯端末向けマルチメディア放送 (MediaFLO) サービス実証試験」発表会の中継を担当（SOLiVE Afternoonで放送）。
- 2010年3月25日 - 26日、ソラマド サンシャインに、久々にサブキャスターとして出演（9時30分 - 11時）。パートナーは堀田奈津水。
- 2010年3月31日、年度最後のおは天[3]と、weathernews update（昼間の中国四国エリアなど）[4]を担当。同日深夜の「weathernews LiVE」出演を以て、SOLiVEキャスターを卒業[5]。
- 2010年4月初旬、喉の手術を受ける。手術は成功し、術部の術前・術後写真[6]や、ハスキーになった本人の声が、動画つきで公式ブログに掲載された[7]。
- 2010年5月、映画出演[8]。タレント活動再開。いったんフリーで活動した後、クィーンズアベニューαの所属となる。
- 2013年11月、俳優の竹内勇人と結婚[9]。
- 2015年6月、第1子妊娠を発表[9]。12月、第1子となる女児を出産[10]。
- 2017年2月、芸能活動の引退を公式ブログにて発表[11]。

## 主な出演

### テレビドラマ
- 火曜サスペンス劇場「15年目の夏」（2002年、日本テレビ系列） - 真鍋加奈子 役
- 仮面ライダー555 第12・13話（2003年、テレビ朝日系列） - 上条春子 役
- ドラゴン桜 第8話（2005年、TBS系列） - 東大生 役

### 映画
- 黄昏流星群 〜同窓会星団〜（2002年） - 小倉美智子（高校生時代） 役

### 情報番組
- おは天（ウェザーニューズ、2007年4月 - 2009年3月） - 第5期生・中部エリア キャスター